# Rommerskirchen
Rommerskirchen is een gemeente in de Duitse deelstaat Noordrijn-Westfalen, gelegen in de Rhein-Kreis Neuss. Rommerskirchen telt 13.357 inwoners (31 december 2020) op een oppervlakte van 60,07 km².

## Indeling van de gemeente
De gemeente Rommerskirchen bestaat uit een groot aantal dorpen, gelegen te midden van vruchtbaar akkerland:
- Anstel
- Butzheim
- Deelen
- Eckum
- Evinghoven
- Frixheim
- Gill (aan de Gillbach)
- Hoeningen
- Ikoven
- Nettesheim
- Oekoven
- Ramrath
- Sinsteden
- Ueckinghoven
- Vanikum
- Villau
- Widdeshoven

## Afbeeldingen

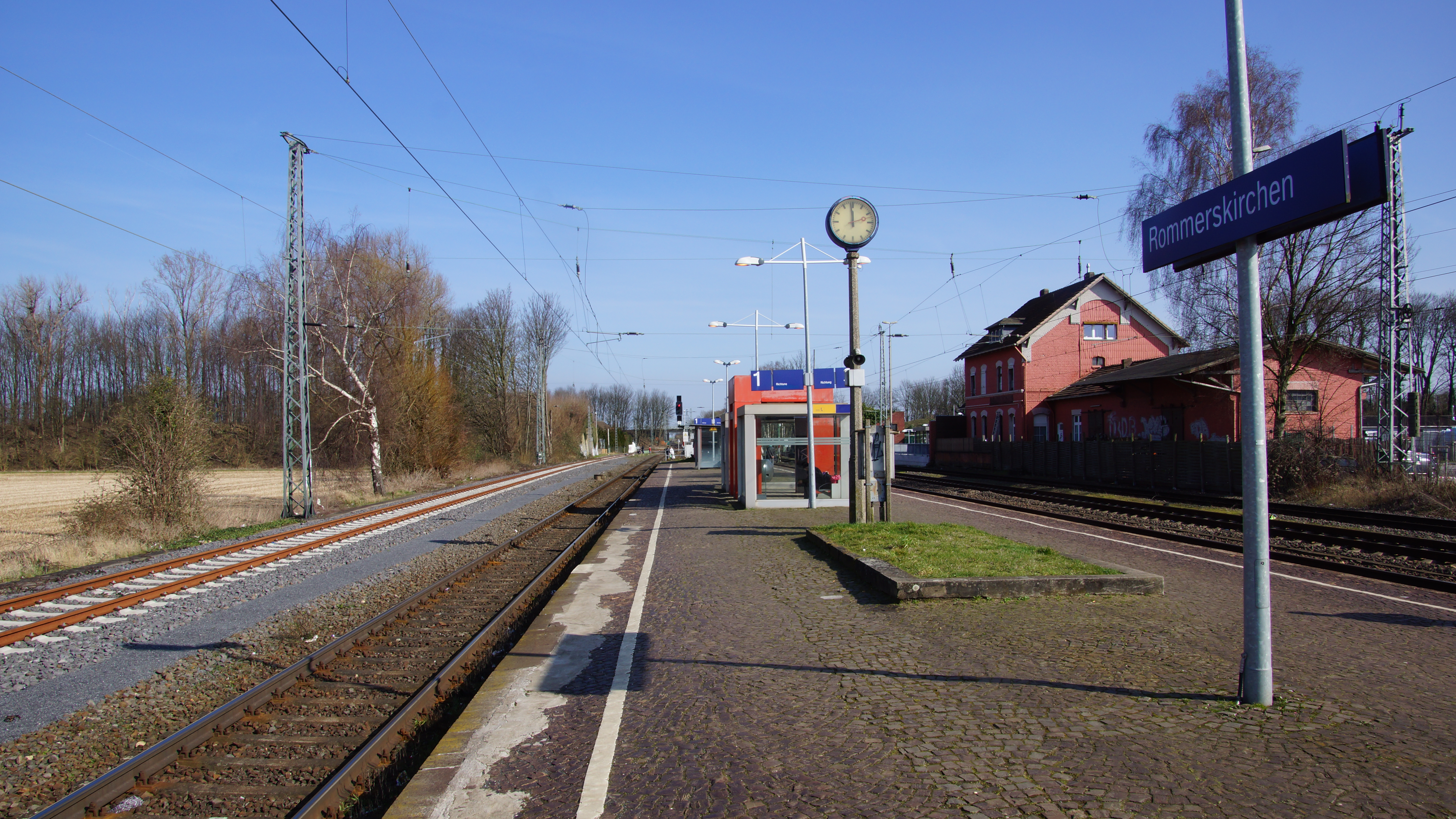
Station Rommerskirchen
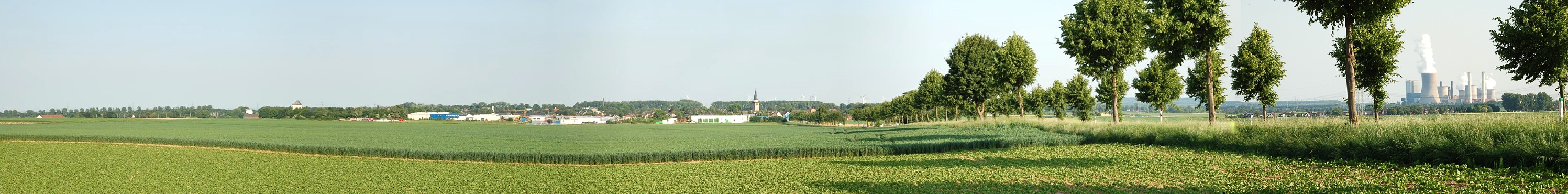
Gezicht op Rommerskirchen

Dormagen · Grevenbroich · Jüchen · Kaarst · Korschenbroich · Meerbusch · Neuss · Rommerskirchen